# WONDERFUL LIFE
『WONDERFUL LIFE』（ワンダフル・ライフ）は、X.Y.Z.→Aの8枚目のアルバム。

## 解説
前作から7年振りに発売された、X.Y.Z.→Aの通算8枚目となる、オリジナル・フルレンス・アルバムであり、デビュー20周年記念作品である。

## 収録曲
1. Seeker
作曲：ファンキー末吉、橘高文彦
2. Give Us The Power
作詞 / 作曲：ファンキー末吉
3. Chapter Has Begun
作詞：二井原実 / 作曲：橘高文彦
4. 戦士達のRequiem
作詞 / 作曲：ファンキー末吉
5. Here You Go!
作詞：二井原実 / 作曲：橘高文彦
6. 至上の宝
作詞：二井原実 / 作曲：橘高文彦
7. 誰がために鐘は鳴る
作詞 / 作曲：ファンキー末吉
8. 勇者を讃える鐘
作詞 / 作曲：ファンキー末吉
9. Hey!Hey!Hey!
作詞 / 作曲：二井原実
10. 枯れない泉
作詞：二井原実 / 作曲：橘高文彦
11. Wonderful Life
作詞 / 作曲：ファンキー末吉

### DVD（豪華盤のみ）
1. 20th Anniversary History "STAY POSITIVE"
2. Wonderful Life (Music Video)